# حسين معظم شاه
السلطان حسين معظم شاه بن السلطان محمود شاه، (1776 - 5 سبتمبر 1835)  هو السلطان الثامن عشر لسلطنة جوهر رياو. ووقع معاهدتين مع بريطانيا تُوجت بتأسيس سنغافورة الحديثة. من خلالها اعترفت بريطانيا به كسلطان جوهر وسنغافورة عام 1819 وسلطان جوهر عام 1824. ومع ذلك كان السلطان حسين لا يعتبر أكثر من دمية بريطانية ولم يحظ بدعم أو اعتراف شعبي، على الأقل خلال السنوات القليلة الأولى من حكمه، وفي السنوات الأخيرة من حكمه وخلال النصف الأول من عهد ابنه اعترف به عدد محدود من النبلاء. وكان البريطانيون معنيين بشكل رئيسي بمكاسبهم الاقتصادية والسياسية.

## الصراع على العرش
توفي السلطان محمود شاه الثالث في عام 1812 بعد حكمه لأكثر من خمسين عامًا. ولم يذكر وريثًا رسميًا. وترك وراءه ولدين من امرأتين مختلفتين. كان الابن الأكبر حسين شاه، وأخيه غير الشقيق الأصغر عبد الرحمن. لكن كان حسين شاه بعيدًا في فهغ عندما توفي والده.
قام فصيل من البوقس بقيادة راجا جعفر بدعم عبد الرحمن كسلطان ونظَّم على عجل حفل تتويج قبل عودة حسين شاه. وأصبح راجا جعفر مقابل دعمه لعبد الرحمن وزير السلطنة. كان حسين شاه في فهغ ينتظر وصول الرياح الموسمية للإبحار، ولم يكن على علم بتتويج شقيقه كسلطان. أبحر حسين شاه من فعغ إلى لينقا عندما وصلت الرياح الموسمية، واستقبله السلطان عبد الرحمن، الذي عرض التنازل لصالحه، لكنه تراجع بسرعة بعد أن وجه راجا جعفر تهديدات للسلطان عبد الرحمن. وبقى حسين شاه في المنفى في جزر رياو.
كان السلطان عبد الرحمن متدينًا متفرغًا للعبادة، وفوَّض جميع المهام الإدارية لراجا جعفر في الوقت الذي اقترب فيه الجنرال وليام فركوهار من السلطان لتأمين تحالف مع البريطانيين في محاولة للحد من النفوذ الهولندي في المنطقة.

## تأسيس سنغافورة الحديثة

### معاهدة 1819
في عام 1818 أقنع السير ستامفورد رافلز شركة الهند الشرقية البريطانية بإنشاء قاعدة جديدة في جزر الهند الشرقية.
وفي 29 يناير 1819 هبط رافلز في سنغافورة، وهناك أقام صداقة مع تمنغكونغ عبد الرحمن، وعلم بالتوترات السياسية في جوهر، فأراد استغلالها، وقام بتهريب حسين شاه من رياو إلى سنغافورة. وأبرم رافلز صفقة مع حسين شاه. تنص الصفقة أن يعترف البريطانيون بحسين شاه كسلطان لجوهر، ويدفعون رواتب لحسين شاه وتمنغكونغ عبد الرحمن في مقابل سماح حسين شاه لرافلز بإنشاء مركز تجاري في سنغافورة. ووقع حسين شاه على هذه المعاهدة في 6 فبراير 1819.

### المعاهدة الأنجلو هولندية 1824
بعد أن جلب رافلز حسين شاه إلى سنغافورة. كان الهولنديون مستائين للغاية من عمل رافلز. واستمرت التوترات بين الهولنديين والبريطانيين بشأن سنغافورة حتى عام 1824، حتى وقعوا على المعاهدة الأنجلو هولندية. وبموجب شروط تلك المعاهدة سحب الهولنديون معارضتهم رسميًا للوجود البريطاني في سنغافورة. وأبرمت المعاهدة في لندن، بين البريطانيين والهولنديين، مما أدى إلى تفكيك سلطنة جوهر-رياو إلى قسمين. قسم سلطنة جوهر تحت الوصاية البريطاني، وسلطنة رياو الجديدة تحت الوصاية الهولندية.

## أيامه الأخيرة
نجح البريطانيون في تهميش النفوذ السياسي الهولندي بإعلان حسين شاه كسلطان جوهر وسنغافورة. وإدعاء حسين شاه بأنه سلطان جوهور وسنغافورة كان بكل المقاييس غير معترف شعبيًا أو على أرض الواقع. تخلى الهولنديون عنه بعد سماع شائعات أنه يطلب مساعدة بريطانية للسيطرة على لينقا. وفي نوفمبر 1822 تُوِّج السلطان عبد الرحمن كسلطان لينقا بدعم هولندي.
أمضى السلطان حسين معظم وقته في مقر إقامته في سنغافورة حتى عام 1834 انتقل إلى ملقا. وأشارت التقارير إلى أنه كان رجلًا محبطًا. توفي السلطان حسين في سبتمبر 1835، ودفن في مسجد ترانغيره.